# 永田依子
永田 依子（ながた よりこ、1984年2月27日 - ）は、日本の元女性声優、ナレーター。大阪府出身。

## 人物
勝田声優学院卒業。
以前は賢プロダクションに所属していた。
趣味・特技は大阪弁、クラリネット、マッサージ（手もみ）。

## 後任
永田の引退後、過去に担当した持ち役も相次いで降板している。持ち役を受け継いだのは以下の通り。
- 中村知子 - 『kiss×sis』三国美春
- 巽悠衣子 - 『DOG DAYS』ジョーヌ・クラフティ[7]

## 出演
太字はメインキャラクター。

### テレビアニメ
2006年
- ふしぎ星の☆ふたご姫 Gyu!（カロリ、バスケ部員）

2007年
- 京四郎と永遠の空（クラスメート、ミカの愛人、女生徒）
- ナイトウィザード The ANIMATION（子供A）

2008年
- しゅごキャラ!!どきっ（海老原喜子）
- 神霊狩/GHOST HOUND（女子小学生B、下級生A）
- スキップ・ビート!（受験者、オーディション参加者）
- 西洋骨董洋菓子店〜アンティーク〜（客B）
- ネオ アンジェリーク Abyss（マリー）
- モノクローム・ファクター（メイド）

2009年
- 青い花（部員E）
- アラド戦記〜スラップアップパーティー〜（セリア）
- 黒神 The Animation（女子高生）
- けいおん!（2009年 - 2010年、鈴木純、木村文恵、岡田春菜、佐藤アカネ、中島信代） - 2シリーズ
- けんぷファー（2009年 - 2011年、女子生徒A、店員） - 2シリーズ
- 咲-Saki-（杉乃歩、部員、女性インタビュアー）
- 宇宙をかける少女（アナウンス）
- DARKER THAN BLACK -流星の双子-（サーシャ）
- とある科学の超電磁砲（2009年 - 2010年、少年、中邑、少女、下級生）
- 乃木坂春香の秘密 ぴゅあれっつぁ♪（女生徒A）
- はじめの一歩 New Challenger
- バトルスピリッツ 少年激覇ダン（侍女2）
- 夢色パティシエール（2009年 - 2010年、中島いくえ、女性客A） - 2シリーズ

2010年
- 裏切りは僕の名前を知っている（まみ、女生徒C、焔椎真の弟）
- kiss×sis（三国美春）
- 真・恋姫†無双 〜乙女大乱〜（ミケ）
- 聖痕のクェイサー（2010年 - 2011年、不良少女B、女生徒A） - 2シリーズ
- 探偵オペラ ミルキィホームズ（キャスター）
- ちゅーぶら!!（寺内奈緒）
- のだめカンタービレ フィナーレ（女子A）
- 迷い猫オーバーラン!（生徒2、テレビの声）

2011年
- THE IDOLM@STER（アイドルA）
- 電波女と青春男（ミッキー）
- DOG DAYS（2011年 - 2012年、ジョーヌ・クラフティ、カナタ） - 2シリーズ
- バカとテストと召喚獣にっ!（坂本雪乃）

2012年
- ギルティクラウン（女子生徒）
- 黒子のバスケ（女生徒）
- しろくまカフェ（仔パンダ、リカ）
- 黄昏乙女×アムネジア（石井里香）
- 探検ドリランド（カナ）
- 夏目友人帳 肆（七瀬〈少女時代〉）

2014年
- ブレイク ブレイド（護衛兵B）

### 劇場アニメ
- 宇宙ショーへようこそ（2010年）
- 涼宮ハルヒの消失（2010年、佐伯瑞穂[14]）
- 映画けいおん!（2011年、鈴木純[15]、佐藤アカネ、中島信代）
- ブレイク ブレイド（2011年、エキディナ）

### OVA
- CLANNAD（2008年、女子生徒）
- シゴフミ（2008年、女子）
- 真・恋姫†無双 †はにゃDVD/Blu-ray第七巻はOVAすぺしゃるなのだ†（2010年、ミケ）
- kiss×sis（2011年、三国美春）※第6話
- かってに改蔵（2011年、近所のおねーさん、女子B、ジュン）[16]
- テイルズ オブ シンフォニア THE ANIMATION テセアラ編（2011年、里人・母）
- アラタなるセカイ（2012年、アラタ[17]）
- 乙女はお姉さまに恋してる 2人のエルダー THE ANIMATION（2012年、君原春美）

### ゲーム
2006年
- Carnage Heart PORTABLE（アナナマス）
- 高円寺女子サッカー（音無夕希）
- SIMPLE2000シリーズ Vol.105 THE メイド服と機関銃（ユウキ）

2007年
- フルハウスキス2〜恋愛迷宮〜（宝珠のりか）
- ルミナスアーク（テレス）

2008年
- あさき、ゆめみし（金鬼）
- アユマユ オルタネイティヴ（夢城明理）
- 体感魔法少女 マジっすか!?Duo（ラト）
- 乃木坂春香の秘密 こすぷれ、はじめました♥
- ルミナスアーク2 ウィル（テレス）

2010年
- アガレスト戦記2（セナ）
- ガンダムアサルトサヴァイブ（カスタムパイロットボイス）
- 咲-Saki- Portable（杉乃歩）
- 真・恋姫†夢想〜乙女繚乱☆三国志演義〜 蜀編（ミケ）

2011年
- イナズマイレブンGO シャイン/ダーク（シュウの妹、女、女性アナウンス、犬）
- ToHeart2 ダンジョントラベラーズ
- 機動戦士ガンダム オンライン（ゲーム内ジオン軍パイロットボイス 内気）

2012年
- ソールトリガー（チナミ）
- WHITE ALBUM2 〜幸せの向こう側〜（杉浦小春）

2013年
- 限界凸騎 モンスターモンピース（ヒミカ）

### ドラマCD
- セーラー服はだれが着る!?（女の子2）
- 千一秒物語（撫子）
- 新妻刑事（スタッフ、メイド）
- 料亭遊戯（2008年、豆雛）
- HCD 執事様のお気に入り（2008年、女生徒）
- kiss×sis ドラマCD Vol.1、2（2010年、三国美春）
- DOG DAYS ドラマBOX VOL.1（2011年、ジョーヌ・クラフティ）

### ラジオドラマ
- シヴァタントリズム（ラクシュミ）

### 吹き替え

#### 映画
- チョイス!（モリー〈マデリン・キャロル〉）
- マイティ・ソー[20]

#### ドラマ
- アーロン・ストーン（エマ[2]）
- 華麗なるペテン師たち3
- クリミナル・マインド4 FBI行動分析課（リン〈シエラ・マコーミック〉[2]）
- 太王四神記[2]

#### アニメ
- シュレック フォーエバー（ピンクの少女）
- ナルニア国物語 ライオンと魔女 アニメーション（リス[2]）

## ディスコグラフィ

### キャラクターソング
| 発売日        | 商品名                              | 歌                   | 楽曲                                                                         | 備考                             |
| ------------- | ----------------------------------- | -------------------- | ---------------------------------------------------------------------------- | -------------------------------- |
| 2010年6月23日 | エンドレスkiss                      | 三国美春（永田依子） | 「ス・イ・ナ・ン Destiny」                                                   | テレビアニメ『kiss×sis』関連曲   |
| 2011年1月19日 | 「けいおん!!」イメージソング 鈴木純 | 鈴木純（永田依子）   | 「純情Bomber!!」 「Midnight スーパースター☆☆☆」 「Come with Me!!（純Ver.）」 | テレビアニメ『けいおん!!』関連曲 |

### シリーズ一覧
1. ↑  第1期（2009年）、第2期『けいおん!!』（2010年）
2. ↑  第1期（2009年）、第2期『für die Liebe』（2011年）
3. ↑  第1期（2009年）、第2期『SP プロフェッショナル』（2010年）
4. ↑  第1期（2010年）、第2期『II』（2011年）
5. ↑  第1期（2011年）、第2期『'』（2012年）